# Ково
Ково (итал. Covo) — коммуна в Италии, располагается в регионе Ломбардия, подчиняется административному центру Бергамо.
Население составляет 3157 человек, плотность населения составляет 263 чел./км². Занимает площадь 12 км². Почтовый индекс — 24050. Телефонный код — 0363.
Покровителем коммуны почитается святой Лазарь, празднование 17 декабря.